# José Jucá de Queirós Lima
José Jucá de Queirós Lima (Quixadá, 28 de janeiro de 1851 —  Quixadá, 20 de março de 1933) foi um advogado e político brasileiro.

## Biografia
Estudou no Seminário de Fortaleza e no Ginásio Cearense. Após regressar para Quixadá dedicou-se ao exercício de diversos cargos públicos. Entre estes foi agente do Correios, coletor de rendas provinciais, delegado de polícia, promotor de justiça e vereador por vários mandatos.
Foi presidente da Câmara de Vereadores por quatro vezes. Do período de emancipação até a década de 1930, não havia o cargo de prefeito. A administração municipal era exercida pelo presidente da Câmara Municipal, e alguma vezes num colegiado de vereadores tendo o presidente à frente. O mandato do presidente era, em geral, de um ano. Deste modo, José Jucá está inserido na lista de ex-prefeitos do município tendo assumido a presidência da Câmara Municipal em 1879, 1883, 1885 e 1890.
Foi um dos fundadores da Sociedade Libertadora Quixadaense, em 1º de janeiro 1883, entidade criada com o objetivo de promover a libertação dos escravos no município, onde fez parte da diretoria como secretário. A sociedade consegue atingir seus objetivos em 24 de maio do mesmo ano.
Quando exercia mandato de deputado provincial foi autor do projeto, depois convertido na lei provincial n.º 2.166 de 17 de agosto de 1889, que dava foros de cidade à vila de Quixadá. Bacharelou-se em direito em 1914, exercendo a magistratura em diversas comarcas do estado.